# Amaxofòbia

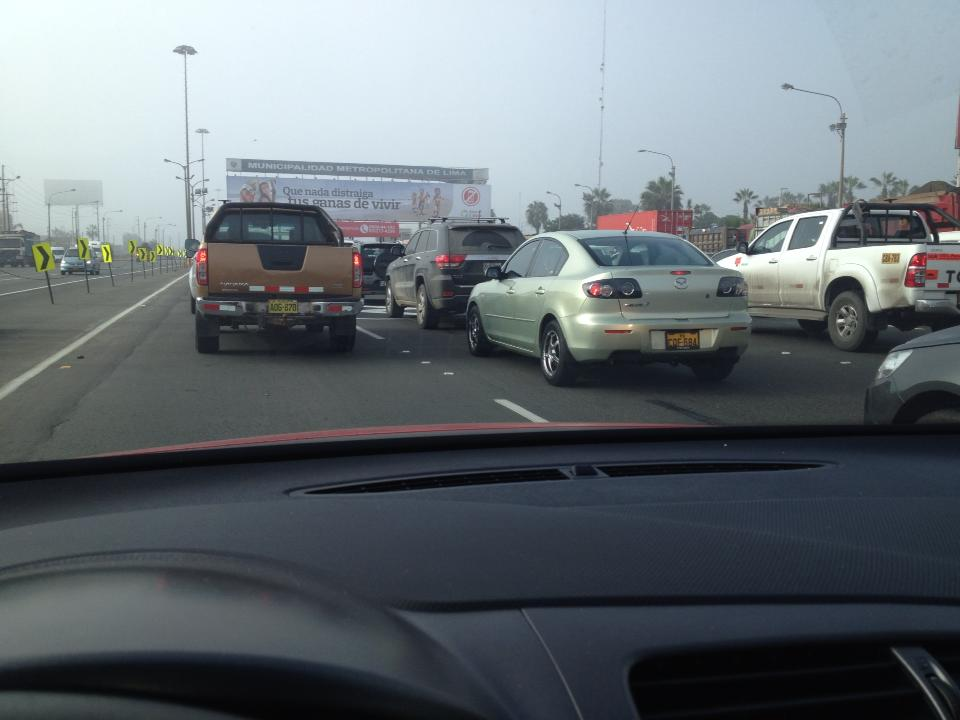
Lamaxofòbia, que és la por de conduir, afecta un 30% de la població conductora

L'amaxofòbia es defineix com una por permanent, abans i durant l'acte de conduir un vehicle. Etimològicament, la paraula «amaxofòbia» prové del grec αμαχος ('amaxos', «carruatge») i φοβία ('fobia', «temor»). Afecta més o menys al 30% dels conductors, més a dones que a homes, i suposa una limitació important de la vida quotidiana de qui ho pateix.
En general, es pot dividir en dues categories:
- Por circumstancial: hi ha un ús del vehicle en situacions de molt control per part del conductor.
- Por paralitzant: impossibilita la conducció.

Les causes principals de l'inici del trastorn són:
- Formació deficient com a conductor.
- Problemes psicològics i manca d'estratègies d'afrontament de l'ansietat.
- Estrès posttraumàtic per accident de trànsit.
- Patrons desadaptatius de conducta apresos i relacionats amb la por (llindar de preocupació i anticipació de futur en negatiu).

Les característiques principals de l'amaxofòbia són les següents: 
- Ansietat, que provoca
- Reaccions psicosomàtiques, que generen
- Intents continus de control, que en no funcionar desencadenen
- Pànic i descontrol del cos, que fa augmentar l'ansietat, entrant en una espiral.